# Given (película de 2020)
Given (: 映画 ギヴン Eiga Givun?) es una película animada japonesa musical de 2020, basado en un manga del mismo nombre escrito e ilustrado por Natsuki Kizu. La película está dirigida por Hikaru Yamaguchi, escrita por Yuniko Ayana y producida por Lerche. La película se estrenó en Japón el 22 de agosto de 2020.
La película fue adaptada en el arco de la segunda historia del manga, la película tiene lugar después de los eventos de la serie de anime, centrándose en la relación entre Haruki y Akihiko.
La película obtuvo la licencia de Crunchyroll y se transmitió en su sitio web el 2 de febrero de 2021.

## Sinopsis
Mientras Mafuyu intenta escribir una nueva canción para el próximo festival, se entera de la complicada relación entre Akihiko y su exnovio, Ugetsu. Mientras tanto, Haruki alberga sentimientos no correspondidos por Akihiko.

## Reparto
| Personaje        | Actor de voz      |
| ---------------- | ----------------- |
| Mafuyu Satō      | Shōgo Yano        |
| Ritsuka Uenoyama | Yuma Uchida       |
| Haruki Nakayama  | Masatomo Nakazawa |
| Akihiko Kaji     | Takuya Eguchi     |
| Ugetsu Murata    | Shintarō Asanuma  |

## Producción
En septiembre de 2019, se anunció que se estaba trabajando en una película de anime secuela de la serie de televisión de anime Given al adaptar el segundo arco de la historia del manga. El personal clave y los miembros del reparto repitieron sus respectivos papeles para la película. El nuevo sello de anime Boys Love (yaoi) de Fuji TV, Blue Lynx, se encargó del desarrollo de la película. El personal clave, incluido el director Hikaru Yamaguchi, expresó su gratitud por la película.

## Lanzamiento
La película estaba programada para estrenarse en los cines de Japón el 16 de mayo de 2020, pero se pospuso hasta el 22 de agosto de 2020 debido a la Pandemia de COVID-19. Crunchyroll adquirió los derechos de distribución internacional de la película y la transmitió en su sitio web el 2 de febrero de 2021. En el Sudeste Asiático, WeTV estrenó la película el 25 de mayo de 2021.